# Bischofita
La bischofita és un mineral de la classe dels halurs. Rep el seu nom del geòleg alemany Karl Gustav Bischof (1792-1870), professor de química a la Universitat de Bonn.

## Característiques
La bischofita és un halur de fórmula química MgCl₂(H₂O)₆. Cristal·litza en el sistema monoclínic. Els cristalls són curts i prismàtics al llarg de [001]; comunament foliada, granular cristal·lina i/o fibrosa. La seva duresa a l'escala de Mohs es troba entre 1 i 2, sent un mineral molt tou. La brombischofita és una varietat artificial que conté brom en substitució del clor.
Segons la classificació de Nickel-Strunz, la bischofita pertany a «03.BB - Halurs simples, amb H₂O, amb proporció M:X = 1:2» juntament amb els següents minerals: eriocalcita, rokühnita, niquelbischofita, sinjarita, antarcticita i taquihidrita.

## Formació i jaciments
És un constituent relativament rar dels dipòsits salins, sent un mineral d'origen secundari en part. Es forma per l'alteració de la carnal·lita sota l'efecte de l'aigua. Va ser descoberta el 1877 a Leopoldshall, Stassfurt (Saxònia-Anhalt, Alemanya). Sol trobar-se associada a altres minerals com: kieserita, halita i carnallita.